# Alagamento anaeróbico

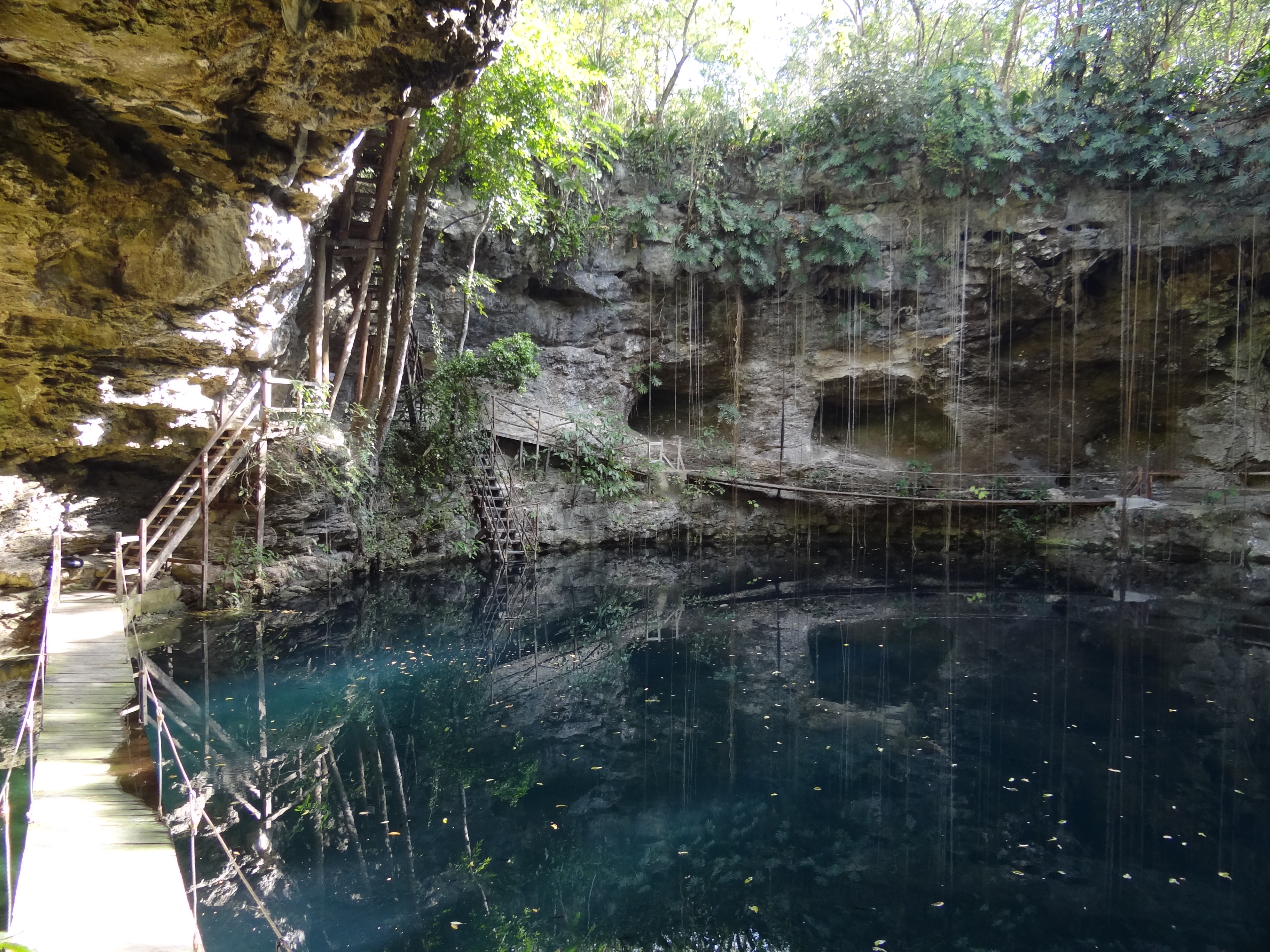
Canche Cenote - Próximo ao sítio arqueológico Ek Balam - Iucatã

Na arqueologia, o alagamento anaeróbico refere-se à exclusão, a longo prazo, de ar por águas subterrâneas, o que cria um ambiente anaeróbico que pode preservar perfeitamente os artefatos. Esse encharcamento preserva artefatos perecíveis. Assim, em um local que foi inundado desde que o horizonte arqueológico foi depositado, uma visão excepcional pode ser obtida pelo estudo de artefatos feitos de couro, madeira, têxteis ou materiais similares. Cerca de 75-90% dos restos arqueológicos encontrados em áreas encharcadas são de material orgânico. Anéis de árvores encontrados a partir de troncos que foram preservados permitindo aos arqueólogos encontrar datas com precisão. As zonas úmidas incluem todos os locais encontrados em lagos, pântanos, brejos e turfeiras.
O principal problema arqueológico com achados em alagamentos, particularmente de madeira, é que eles se deterioram rapidamente quando são retirados da água, começando a secar e rachar quase que imediatamente. Eles, portanto, precisam ser mantidos molhados até serem tratados em laboratório. Medidas de conservação explicam por que a arqueologia úmida custa cerca de quatro vezes mais do que arqueologia seca.